# Rio Bolnovăţ
O Rio Bolnovăţ é um rio da Romênia afluente do Bârzava, localizado no distrito de Caraş-Severin.